# 不変量
不変量（ふへんりょう、invariant）とは、数学的対象を特徴付ける別種の数学的対象のことである。一般に、不変量は数や多項式など、不変量同士の同型性判定がもとの対象の同型性判定より簡単であるものをとる。良い不変量とは、簡単に計算でき、かつなるべく強い同型性判別能力をもつものである。

## 定義
対象の含まれる圏 C 、対象間の同型射 ∼ が与えられているとする。
{\displaystyle \forall X,Y\in \operatorname {ob} (C),\quad X{\stackrel {\sim }{\leftrightarrow }}Y\Rightarrow f(X){\stackrel {\sim }{\leftrightarrow }}f(Y)}
を満たすような関手 f: C → D（による像）を、D に値をとる C の不変量という。定義より、相異なる不変量をもつ二つの対象は互いに異なるが、さらに、
{\displaystyle \forall X,Y\in \operatorname {ob} (C),\quad X{\stackrel {\sim }{\leftrightarrow }}Y\iff f(X){\stackrel {\sim }{\leftrightarrow }}f(Y)}
が言えるとき、この不変量は完全であるという。

## さまざまな不変量
- ホモロジー群は、複体のホモトピー同型性に関しての不変量である。
- オイラー標数はホモロジー群の群同型性に関しての不変量であり、したがって複体のホモトピー同型性に関しての不変量である。
- 結び目不変量は、結び目の同型性に関しての不変量である。
- グラフの頂点数は、グラフの同型性に関しての不変量である。
- 図形の面積(測度)は合同性に関しての不変量である。
- 写像度は写像のホモトピック性に関しての不変量である。